# Maatschappelijk assistent
De titel maatschappelijk assistent(e) is in België een sinds 1946 wettelijk beschermde titel voor een persoon die beroepsmatig actief is in het maatschappelijk werk. Heel wat functies, vooral in overheidsdienst, vereis(t)en het diploma "maatschappelijk assistent", zoals in de OCMW's, de RVA, (psychiatrische) ziekenhuizen, de CLB-centra, bij de jeugdrechtbanken...

## Terminologie
Omdat in Nederland de term maatschappelijk werker gebruikelijk is, wordt die benaming ook in Vlaanderen gebruikt, wat tot verwarring leidt: mensen die het vereiste diploma niet hebben kunnen immers ook nuttig "maatschappelijk werk" verrichten. In het algemeen taalgebruik worden de twee termen doorgaans als synoniem gehanteerd. De verwarring wordt nog in de hand gewerkt door een van de afstudeerrichtingen binnen de bacheloropleiding ook "maatschappelijk werk" te noemen.
Soms wordt ook nog de oudere benaming sociaal assistent(e) gebruikt, vertaling van het Franse "assistant social".
Meer en meer wordt de internationaal gangbare term "sociaal werker" (social worker) gehanteerd. In Nederland wordt inderdaad de Engelse term al veelvuldig gebezigd. In elk geval werd de opleidingsbenaming aangepast aan de internationaal gangbare terminologie (bachelor, master en doctor of PhD in het sociaal werk). Inderdaad kunnen afgestudeerde bachelors in het sociaal werk in Vlaanderen nu ook een master in het sociaal werk behalen. Men kan eventueel ook een doctoraat behalen. Dit kan in Vlaanderen aan drie universiteiten: de Universiteit Gent, de Universiteit Antwerpen en de Katholieke Universiteit Leuven. De laatste jaren werden heel wat mogelijkheden geschapen voor afgestudeerde bachelors in het sociaal werk om in Vlaanderen een master te behalen via een specifiek schakelprogramma of via een verkort programma. Dit kan niet enkel in het sociaal werk maar in bijvoorbeeld ook: familiale en seksuologische wetenschappen, criminologie, politieke wetenschappen, educatieve studies, antropologie, psychologie... Ook buitenlandse universiteiten bieden mogelijkheden om, zelfs zonder een schakelprogramma, allerlei masters te behalen. Vaak zijn de opleidingsprogramma's dan wel in het Engels (Berlijn, Amsterdam, Maastricht, Canterbury, Londen, Melbourne...

## Werkveld
Een maatschappelijk assistent heeft een transversaal beroep en kan dus tewerkgesteld worden in verschillende sectoren, in een breed werkveld. Algemeen kan men stellen dat maatschappelijk assistenten zich inzetten om de afstemming tussen individu en maatschappij te optimaliseren. Zo komen ze in actie om de rechten van zwakkeren in de samenleving te beschermen, zoals in syndicaal werk of bij vrijwilligersorganisaties voor kansarmen. Ook de (her)integratie in de maatschappij van allochtonen, ex-gedetineerden, ex-(psychiatrische) patiënten wordt vaak door bachelors in het sociaal werk (maatschappelijk assistenten) ondersteund. Maatschappelijk assistenten zijn ook werkzaam in een Centrum voor Leerlingenbegeleiding, in de gehandicaptenzorg, de bijzondere jeugdbijstand, de centra voor algemeen welzijn (CAW) of bij opvoedingsondersteuning en bij Kind en Gezin. Het stimuleren van deelname aan het maatschappelijke en culturele leven is ook een domein waarin veel maatschappelijk assistenten werkzaam zijn, bij culturele centra, vormingsinstellingen, jeugdbewegingen,... 

De verscheidenheid van de werkterreinen weerspiegelt zich ook in de opleiding.
De Vlaamse sociale scholen onderschreven gezamenlijk de door de Internationale Organisatie voor Scholen van Sociaal Werk (IASSW) en de Internationale Federatie van Sociale Werkers (IFSW) geformuleerde definitie van sociaal werk. “De sociaal werker werkt aan maatschappelijke veranderingen, het oplossen van problemen in het samenleven van mensen, de versterking en emancipatie van mensen in functie van meer welzijn. Hiervoor maakt de sociaal werker gebruik van kennis en inzicht in de menswetenschappen en in de maatschappelijke structuren en voorzieningen. Sociaal werkers interveniëren op het snijvlak van burgers en de samenleving. Mensenrechten en rechtvaardigheid vormen hierbij het uitgangspunt.”
Uit deze definitie werden internationaal volgende ontwikkelingsgerichte, beschermende, preventieve en/of curatieve (kern)doelen voor het sociaal werk gedistilleerd:
- De inclusie van achtergebleven, achtergestelde, kwetsbare en risicogroepen in de samenleving vergemakkelijken.
- Drempels, ongelijke kansen en onrechtvaardigheid in de maatschappij benoemen en wegwerken.
- Korte en langdurende professionele relaties aangaan met individuen, families, groepen en gemeenschappen en hen mobiliseren in functie van hun welzijn en probleemoplossende capaciteiten.
- Mensen bijstaan en vormen om diensten en middelen in hun gemeenschap te verkrijgen.
- Een beleid en programma’s formuleren en implementeren die het welzijn van mensen verhogen. Ontwikkeling en mensenrechten promoten. Collectieve sociale harmonie en sociale stabiliteit bevorderen, voor zover dit geen schending van de mensenrechten inhoudt.
- Mensen aanmoedigen op te komen voor hun rechten vanuit pertinente lokale, nationale, transnationale en/of internationale overwegingen.
- Voor en/of met mensen ijveren voor de formulering en doelgerichte implementatie van een beleid dat strookt met de ethische principes van het beroep.
- Voor en/of met mensen ijveren voor de veranderingen in een beleid en in structurele condities die mensen in gemarginaliseerde, onmachtige en kwetsbare posities houden of die de collectieve sociale harmonie en stabiliteit aantasten van verschillende etnische groepen, voor zover dit de mensenrechten niet schendt.
- Werken aan de bescherming van mensen die niet in de positie zijn om dit zelf te doen, bijvoorbeeld behoeftige kinderen en jongeren, personen met een mentale handicap of achterstand. Dit moet gebeuren binnen de parameters van aanvaardbare en ethisch afgestemde reglementeringen.
- Sociale en politieke actie gebruiken om het sociaal beleid en de economische ontwikkeling te beïnvloeden en te veranderen door ongelijkheden te bekritiseren en weg te werken.
- Stabiele, harmonieuze en elkaar respecterende gemeenschappen bevorderen die de mensenrechten niet schenden.
- Het respect voor tradities, culturen, ideologieën, religieuze overtuigingen en godsdiensten promoten tussen groepen en gemeenschappen van verschillende etnische afkomst voor zover dit niet in conflict komt met de fundamentele mensenrechten.
- Programma’s en diensten plannen, organiseren en beheren die de hoger vermelde doelstellingen nastreven.

Sociale werk(st)ers begeleiden dus sociale veranderingen en werken aan oplossingen voor samenlevingsproblemen in heel verschillende maatschappelijke sectoren. Zij doen dit op professionele wijze, binnen een netwerk van samenwerkingsverbanden, in functie van meer welzijn en van een meer democratische, rechtvaardige en duurzame samenleving.

## Opleiding
Alleen wie een professionele bachelor sociaal werk (of een vroegere, daarmee gelijkgestelde opleiding) beëindigde mag de federaal beschermde titel maatschappelijk assistent dragen in België. Men kan ook een buitenlands diploma in sociaal werk laten erkennen via het NARIC (national academic recognition information centre). Een zestigtal landen in de wereld en elk Europees land of elke regio installeerden ondertussen een 'NARIC'. Een erkend buitenlands diploma levert hetzelfde statuut op. Er werden al tientallen buitenlandse diploma's voor sociaal werk gelijkgesteld.
De opleiding sociaal werk behoort tot het studiegebied sociaal-agogisch werk. Daarbinnen bestaan er volgende professionele bacheloropleidingen: sociaal werk, toegepaste psychologie, orthopedagogie, maatschappelijke veiligheid, gezinswetenschappen en sociale readaptatiewetenschappen.
De opleiding sociaal werk telt 5 afstudeerrichtingen:
- maatschappelijk werk
- maatschappelijke advisering
- personeelswerk
- sociaal-cultureel werk
- syndicaal werk

In 2010-2011 willen twee hogescholen starten met nieuwe afstudeerrichting kunst- en cultuurbemiddeling en/of sociaal-artistieke praktijken.
Afstudeerrichtingen moeten decretaal minimaal 30 studiepunten verschillen in het curriculum. Meestal verschillen ze 60 tot 100 sp. Gewoonlijk is de stage op het werkterrein van de afstudeerrichting gericht (en dus inbegrepen in de bedoelde studiepunten) zodat er eigenlijk een vrij specifieke opleiding ontstaat. Met een aantal studiepunten, meestal 60 sp of één bijkomend academiejaar kan men ook een andere afstudeerrichting behalen. Dit is evenwel geen bachelor na bachelor (Banaba).
Afgestudeerde bachelors in het sociaal werk kunnen inderdaad ook sommige Banaba's volgen. Dergelijke Banaba's worden apart geaccrediteerd. Het zijn de vroegere Voortgezette Opleidingen (VO). Zo kan een bachelor sociaal werk de Banaba 'creatieve therapie volgen of de BanaBa Advanced Business Management (keuzerichting HRM). Sinds 2009-2010 kan ook de Banaba Geestelijke Gezondheidszorg gevolgd worden (Geel en Leuven) en sinds 2010-2011 de Banaba Internationale Samenwerking Noord-Zuid (Leuven). Banaba's leveren dus inhoudelijk andere diploma's op dan de 'basisopleidingen'. Het zijn specialisaties.
Daarnaast kan men ook in het kader van het volwassenenonderwijs in Vlaanderen een diploma "maatschappelijk werk, syndicaal werk, sociaal-cultureel werk of personeelswerk" behalen. Dit onderwijs werd in 2009 ondergebracht in een nieuwe structuur Hoger beroepsonderwijs. Op 17 december 2007 keurde de Europese Raad van Ministers het European Qualification Framework goed (EQF). De bachelor studies zijn hierin niveau 6. Het Hoger Beroepsonderwijs (volwassenenonderwijs) wordt in de EQF niveau 5. Dit onderwijsniveau bestaat in de Verenigde Staten, Canada en het Verenigd Koninkrijk als associate degree (VS en Canada) of als foundation degree (UK) en geeft specifiek de mogelijkheid om een diploma van bijvoorbeeld 'assistent sociaal werker' te behalen. De behaalde credits kunnen dan eventueel ingeleverd worden om een bachelor en later een master te behalen.
Sedert de invoering van de Bachelor-masterstructuur werd er immers, in navolging van de meetse landen in de wereld, ook een Master in Sociaal werk opgericht (EQF niveau 7) aan de associatie van de universiteiten van Gent, Antwerpen en Leuven. Het omhelst, na een schakeljaar van (ongeveer) 60 studiepunten één bijkomend masterjaar (60 studiepunten). De opleiding is niet zozeer gericht op concreet maatschappelijk werk, maar veeleer om de visie, werkmethoden en opleidingsmethoden binnen het sociaal werk te optimaliseren. Het geeft de maatschappelijk assistenten in hun organisatie ook doorgroeimogelijkheden naar functies waarvoor een universitair diploma vereist is. Via een intern bevorderingsexamen bij een federaal of lokaal bestuur was dit reeds mogelijk.
Tot aan de hervorming van het hoger onderwijs in 1995 werd een maatschappelijk assistent opgeleid aan een "sociale hogeschool". Sommige daarvan waren opgericht als kaderopleiding voor de vakbond. Zo werd de sociale hogeschool in Heverlee en de vrouwelijke versie in de Poststraat in Brussel opgericht door respectievelijk ACV en KAV ACW, terwijl de Antwerpse stedelijke sociale hogeschool en de Brusselse arbeidershogeschool dan weer een uitgesproken socialistisch profiel hadden. Andere scholen kregen een liberale stempel.

In 1995 werden deze sociale hogescholen omgevormd tot of opgeslorpt in een departement "sociaal-agogisch werk" van een grotere hogeschool. De opleiding wordt op 11 plaatsen in Vlaanderen ingericht.
De opleiding maatschappelijk werk aan een centrum voor volwassenenopleiding (CVO) wordt in 7 CVO's ingericht. De opleidingen syndicaal werk, sociaal-cultureel werk en personeelswerk worden in één of twee CVO's georganiseerd.

### Inhoud opleiding
De opleiding "sociaal werk" is een veelzijdige professionele bacheloropleiding waarin een menswetenschappelijke basis wordt gelegd (ongeveer een derde van de opleiding), daarnaast worden methoden en technieken geoefend en wordt (onder meer juridische) kennis van de sector meegegeven (ook ongeveer voor 60 studiepunten) en ten slotte worden kennis, inzichten, houdingen en vaardigheden geïntegreerd geoefend in de praktijk (stage en praktijk).
Methodieken of 'interventies' die geoefend worden, zijn onder meer:
- social casework (ook : individuele hulpverlening),
- groepswerk,
- gezinsbegeleiding,
- (cultureel of syndicaal) opbouwwerk
- preventie.

Vaardigheden en attitudes die ontwikkeld en geoefend worden binnen de opleiding zijn onder meer
- sociale vaardigheden,
- creatieve vaardigheden,
- projectwerk,
- empowerment,
- emancipatorisch hulpverlenen,
- empathie en echtheid.

Het methodisch werken van sociaal werkers wordt de laatste jaren, onder andere onder internationale invloed, ingedeeld in zeven interventies: cultureel werken, educatief werken, sociale hulp- en dienstverlening, (arbeids)trajectbegeleiding, sociaal juridische dienstverlening, bemiddelen tussen persoon en organisatie, activering en sociale actie.

### Opleidingen Bachelor Sociaal werk
- Hogeschool Antwerpen
- Karel de Grote-Hogeschool
- Katholieke Hogeschool Kempen
- Hogeschool-Universiteit Brussel
- Erasmushogeschool Brussel
- Katholieke Hogeschool Leuven
- Hogeschool PXL
- Arteveldehogeschool
- Hogeschool Gent
- Hogeschool West-Vlaanderen
- Katholieke Hogeschool Zuid-West-Vlaanderen
- AP Hogeschool Antwerpen
- Thomas More hogeschool

### Opleidingen Master Sociaal werk
- Universiteit Antwerpen
- Universiteit Gent
- Katholieke Universiteit Leuven

## Beroepsprofiel
De belangrijkste taken van de maatschappelijk werker zijn preventie, psycho-sociale hulpverlening, advies en concrete dienstverlening, maatschappelijk onderzoek en -rapportering. Ook signaleren van probleemgebieden i.f.v. van het meewerken aan een verbetering van het sociaal beleid.